# Cinnyris nectarinioides
El suimanga ventrinegro (Cinnyris nectarinioides) es una especie de ave paseriforme de la familia Nectariniidae propia de África oriental.

## Distribución y hábitat
Se encuentra en las sabanas de Etiopía, Kenia, Somalia y Tanzania.